# Arpacșad
Arpacșad (ebraică: אַרְפַּכְשַׁד / אַרְפַּכְשָׁד, standard: Arpakhshad, tiberiană: ʾArpaḵšaḏ / ʾArpaḵšāḏ - arpakšad; arabă: 'أرفخشذ', Ārfakhshad; "vindecător") este unul din cei cinci fii ai lui Sem, fiul lui Noe. Frații săi sunt Elam, Asur, Lud și Aram.
Conform Genezei 11:10, Sem avea 100 de ani când s-a născut fiul său, Arpacșad, la doi ani după potop (Comentatorii Bibliei spun că potopul a avut loc în jurul anului 3300 î.Hr.).
Arpacșad este tatăl lui Șelah.